# Dekarbonylace
Dekarbonylace jsou organické reakce, při kterých se z molekul odděluje oxid uhelnatý (CO). Často jde o nežádoucí reakce, protože způsobují rozklad. U karbonylů kovů se jedná o substituční reakce, kdy jsou CO ligandy nahrazovány jinými.

## V organické chemii
Dekarbonylace za nepřítomnosti kovových katalyzátorů jsou, na rozdíl od dekarboxylací, vzácné. Výjimkou je dekarbonylace kyseliny mravenčí:
HCO2H → CO + H2O
Reakci spouští kyselina sírová, která slouží jako katalyzátor a dehydratační činidlo. Prostřednictvím této reakce se kyselina mravenčí občas používá v laboratořích jako zdroj CO. Po zahřátí na vysoké teploty se kyselina mravenčí a některé její deriváty mohou dekarbonylovat samovolně, a to i bez katalyzátoru; například dimethylformamid se po zahřátí na teplotu varu (154 °C) rozkládá na oxid uhelnatý a dimethylamin. Některé deriváty kyseliny mravenčí, například formylchlorid, se samovolně rozkládají i za pokojové (či nižší) teploty.
Reakce, kterých se účastní oxalylchlorid (COCl)2, jako jsou některé hydrolýzy, reakce s karboxylovými kyselinami či Swernovy oxidace, často během rozkladu meziproduktů vytvářejí oxid uhelnatý, společně s oxidem uhličitým.
Alfa-hydroxykyseliny, například mléčná a glykolová, se mohou dekarbonylovat koncentrovanou kyselinou sírovou:
Silakarboxylové kyseliny (R3SiCOOH) lze dekarboxylovat zahřátím nebo působením zásady; tyto sloučeniny jsou zkoumány jako zdroje oxidu uhelnatého.

### Dekarbonylace aldehydů
Aldehydy lze dekarbonylačními reakcemi převést na alkany.
RCHO → RH + CO
Dekarbonylace mohou být katalyzovány rozpustnými komplexy kovů; jako příklad lze uvést Cudžiovu–Wilkinsonovu dekarbonylaci pomocí Wilkinsonova katalyzátoru. Tato reakce bývá často součástí totálních syntéz přírodních látek, protože při použití stechiometrického množství rhodia probíhá dobře za mírně zvýšených teplot; obnovení katalyzátoru odštěpením CO vyžaduje disociaci stabilního karbonylu rhodia a teploty přes 200 °C. Tato přeměna je cenná v organické syntéze, kde jsou dekarbonylace jinak vzácné.

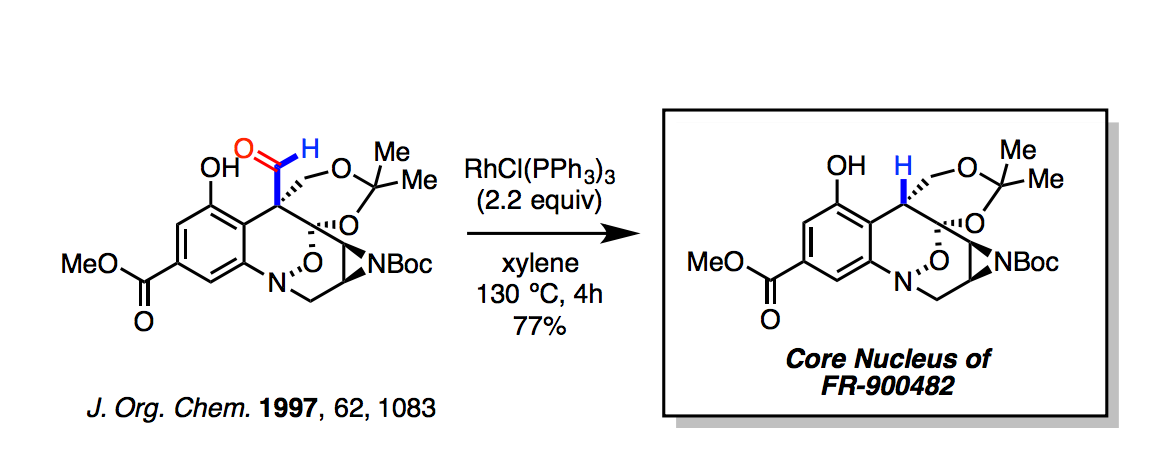
Cudžiova–Wilkinsonova dekarbonylace

Dekarbonylace mají využití při přeměnách sacharidů.
Ketony jsou vůči dekarbonylacím odolnější než aldehydy.

### Pericyklické reakce
Některé cyklické ketony vstupují do cheletropních reakcí, při kterých vznikají nové vazby pí mezi atomy uhlíku. Tyto reakce mohou být, například u přípravy hexafenylbenzenu, samovolné. Cyklopropenony lze přeměnit na alkyny odštěpením jednoho a cyklobutendiony odštěpením dvou ekvivalentů CO.

## Biochemie
Při rozkladu hemu působením O2, NADPH a enzymu hemoxygenázy se uvolňuje oxid uhelnatý:
2 Hem b + 6 O2 + 7 NADPH + 7 H+ → 2 biliverdin + 2 Fe2+ + 2 CO + 7 NADP+ + 6 H2O

## Anorganické a organokovové syntézy
Mnohé karbonylové komplexy se připravují dekarbonylacemi, například CO ligand Vaskova komplexu vzniká po dekarbonylaci dimethylformamidu:
IrCl3(H2O)3 + 3 P(C6H5)3 + HCON(CH3)2 + C6H5NH2 → IrCl(CO)[P(C6H5)3]2 + [(CH3)2NH2]Cl + OP(C6H5)3 + [C6H5NH3]Cl + 2 H2O
Přeměny Fe(CO)5 a Mo(CO)6 na jejich deriváty také často probíhají dekarbonylačně, příkladem může být příprava dimeru dikarbonylucyklopentadienyliželeza:
2 Fe(CO)5 + C10H12 → (η5-C5H5)2Fe2(CO)4 + 6 CO + H2
Dekarbonylace mohou být spouštěny fotochemicky, případně i vhodnými činidly, jako je trimethylamin-N-oxid:
Me3NO + L + Fe(CO)5 → Me3N + CO2 + LFe(CO)4